# Rodolfo II de Hachberg-Sausenberg
Rodolfo II, margrave de Hachberg-Sausenberg (medieval: Rodolfo II de Hachberg-Susenberg) (1301-1352) era hijo del margrave Rodolfo I de Hachberg-Sausenberg y su esposa Inés, la heredera de Otón de Rötteln. Después de que su hermano mayor Enrique muriera en 1318, Rodolfo II y su hermano menor Otón I asumieron el gobierno de Rötteln y Sausenberg. Trasladaron la sede del gobierno del castillo de Sausenburg al de Rötteln. En el otoño de 1332, tropas de la ciudad de Basilea asediaron el castillo de Rötteln, porque uno de los hermanos había apuñalado al alcalde de Basilea. El conflicto se arregló por mediación de la nobleza de la ciudad y el margraviato.

## Matrimonio y descendencia
Rodolfo II se casó con Catalina, la hija de Ulrico de Thierstein. Están documentados dos hijos:
- Rodolfo III (1343–1428), su sucesor
- Inés (m. alrededor de 1405), casada con el barón Burkhard II de Buchegg (m. después del 10 de junio de 1365).